# Episodi di SOKO - Misteri tra le montagne (quattordicesima stagione)
La quattordicesima stagione della serie televisiva SOKO - Misteri tra le montagne è stata trasmessa in anteprima in Austria da ORF 1 tra il 24 febbraio 2015 e il 18 dicembre 2015.
| nº | Titolo originale   | Titolo italiano      | Prima TV Austria | Prima TV Italia |
| -- | ------------------ | -------------------- | ---------------- | --------------- |
| 1  | Im toten Winkel    | Il punto cieco       | 24 febbraio 2015 | 9 luglio 2022   |
| 2  | Vintage Love       | Vintage Love         | 3 marzo 2015     | 9 luglio 2022   |
| 3  | Fliegende Augen    | Sguardi indiscreti   | 10 marzo 2015    | 16 luglio 2022  |
| 4  | Ball des Anstosses | Hole in one          | 24 marzo 2015    | 23 luglio 2022  |
| 5  | Alte Wunden        | Vecchie ferite       | 18 dicembre 2015 | 13 agosto 2022  |
| 6  | Blutsbande         | Legami di sangue     | 7 aprile 2015    | 23 luglio 2022  |
| 7  | Mülltaucher        | I rovistatori        | 14 aprile 2015   | 30 luglio 2022  |
| 8  | Die Firestarter    | Infiltrato           | 21 aprile 2015   | 30 luglio 2022  |
| 9  | Faule Eier         | Uova marce           | 4 dicembre 2015  | 6 agosto 2022   |
| 10 | Mach Schluss       | È finita             | 11 dicembre 2015 | 6 agosto 2022   |
| 11 | Das Marburg-Fieber | La febbre di Marburg | 17 marzo 2015    | 16 luglio 2022  |
| 12 | Im Verlies         | In trappola          | 2 giugno 2015    | 13 agosto 2022  |
| 13 | Erlösung           | Redenzione           | 2 giugno 2015    | 20 agosto 2022  |